# World Team Trophy 2021
Die World Team Trophy 2021 ist ein Teamwettbewerb im Eiskunstlauf, der vom 15. April bis zum 18. April 2021 in der japanischen Stadt Osaka stattfand.

## Ergebnisse

### Endergebnis
| Rang | Nation             | Punkte |
| ---- | ------------------ | ------ |
| 1    | Russland           | 125    |
| 2    | Vereinigte Staaten | 110    |
| 3    | Japan              | 107    |
| 4    | Italien            | 72     |
| 5    | Frankreich         | 67     |
| 6    | Kanada             | 57     |

### Herren
| Rang | Name              | Nation             | Gesamtpunktzahl | Kurzprogramm | Kurzprogramm | Teampunkte | Kür | Kür    | Teampunkte |
| ---- | ----------------- | ------------------ | --------------- | ------------ | ------------ | ---------- | --- | ------ | ---------- |
| 1    | Nathan Chen       | Vereinigte Staaten | 312,89          | 1            | 109,65       | 12         | 1   | 203,24 | 12         |
| 2    | Yuzuru Hanyu      | Japan              | 300,88          | 2            | 107,12       | 11         | 2   | 193,76 | 11         |
| 3    | Michail Koljada   | Russland           | 274,14          | 5            | 93,42        | 8          | 3   | 180,72 | 10         |
| 4    | Kévin Aymoz       | Frankreich         | 263,82          | 4            | 94,69        | 9          | 4   | 169,13 | 9          |
| 5    | Jewgeni Semenenko | Russland           | 255,19          | 7            | 88,86        | 6          | 5   | 166,33 | 8          |
| 6    | Jason Brown       | Vereinigte Staaten | 255,19          | 3            | 94,86        | 10         | 8   | 160,33 | 5          |
| 7    | Shoma Uno         | Japan              | 242,42          | 9            | 77,46        | 4          | 6   | 164,96 | 7          |
| 8    | Adam Siao Him Fa  | Frankreich         | 230,92          | 8            | 78,28        | 5          | 9   | 152,64 | 4          |
| 9    | Daniel Grassl     | Italien            | 228,88          | 10           | 67,32        | 3          | 7   | 161,56 | 6          |
| 10   | Roman Sadovsky    | Kanada             | 224,41          | 6            | 89,61        | 7          | 10  | 134,80 | 3          |
| 11   | Nam Nguyen        | Kanada             | 199,93          | 11           | 66,89        | 2          | 11  | 133,04 | 2          |

### Damen
| Rang | Name                     | Nation             | Gesamtpunktzahl | Kurzprogramm | Kurzprogramm | Teampunkte | Kür | Kür    | Teampunkte |
| ---- | ------------------------ | ------------------ | --------------- | ------------ | ------------ | ---------- | --- | ------ | ---------- |
| 1    | Anna Schtscherbakowa     | Russland           | 241,65          | 1            | 81,07        | 12         | 1   | 160,58 | 12         |
| 2    | Kaori Sakamoto           | Japan              | 228,07          | 3            | 77,78        | 10         | 2   | 150,29 | 11         |
| 3    | Jelisaweta Tuktamyschewa | Russland           | 226,58          | 2            | 80,35        | 11         | 3   | 146,23 | 10         |
| 4    | Rika Kihira              | Japan              | 202,13          | 4            | 69,74        | 9          | 5   | 132,39 | 8          |
| 5    | Bradie Tennell           | Vereinigte Staaten | 200,59          | 5            | 67,40        | 8          | 4   | 133,19 | 9          |
| 6    | Karen Chen               | Vereinigte Staaten | 189,72          | 6            | 62,48        | 7          | 6   | 127,24 | 7          |
| 7    | Lara Naki Gutmann        | Italien            | 179,59          | 7            | 60,45        | 6          | 7   | 119,14 | 6          |
| 8    | Alison Schumacher        | Kanada             | 171,17          | 9            | 59,19        | 4          | 8   | 111,98 | 5          |
| 9    | Ginevra Lavinia Negrello | Italien            | 170,20          | 8            | 59,55        | 5          | 9   | 110,65 | 4          |
| 10   | Gabrielle Daleman        | Kanada             | 164,52          | 10           | 57,22        | 3          | 10  | 107,30 | 3          |
| 11   | Maïa Mazzara             | Frankreich         | 155,42          | 11           | 55,31        | 2          | 11  | 100,11 | 2          |
| 12   | Léa Serna                | Frankreich         | 152,91          | 12           | 55,28        | 1          | 12  | 97,63  | 1          |

### Paarlauf
| Rang | Name                                       | Nation             | Gesamtpunktzahl | Kurzprogramm | Kurzprogramm | Teampunkte | Kür | Kür    | Teampunkte |
| ---- | ------------------------------------------ | ------------------ | --------------- | ------------ | ------------ | ---------- | --- | ------ | ---------- |
| 1    | Anastassija Mischina / Alexander Galljamow | Russland           | 225,36          | 1            | 73,77        | 12         | 1   | 151,59 | 12         |
| 2    | Alexa Knierim / Brandon Frazier            | Vereinigte Staaten | 199,31          | 4            | 65,68        | 9          | 2   | 133,63 | 11         |
| 3    | Riku Miura / Ryūichi Kihara                | Japan              | 196,65          | 3            | 65,82        | 10         | 3   | 130,83 | 10         |
| 4    | Nicole Della Monica / Matteo Guarise       | Italien            | 194,33          | 2            | 66,09        | 11         | 4   | 128,24 | 9          |
| 5    | Cléo Hamon / Denys Strekalin               | Frankreich         | 166,18          | 5            | 61,37        | 8          | 5   | 104,81 | 8          |
| 6    | Lori-Ann Matte / Thierry Ferland           | Kanada             | 156,74          | 6            | 54,91        | 7          | 6   | 101,83 | 7          |

### Eistanz
| Rang | Name                                  | Nation             | Gesamtpunktzahl | Rhythmustanz | Rhythmustanz | Teampunkte | Kür | Kür    | Teampunkte |
| ---- | ------------------------------------- | ------------------ | --------------- | ------------ | ------------ | ---------- | --- | ------ | ---------- |
| 1    | Wiktorija Sinizina / Nikita Kazalapow | Russland           | 216,81          | 1            | 86,66        | 12         | 1   | 130,15 | 12         |
| 2    | Charlène Guignard / Marco Fabbri      | Italien            | 207,68          | 2            | 82,93        | 11         | 2   | 124,75 | 11         |
| 3    | Kaitlin Hawayek / Jean-Luc Baker      | Vereinigte Staaten | 186,95          | 3            | 76,79        | 10         | 3   | 110,16 | 10         |
| 4    | Adelina Galyavieva / Louis Thauron    | Frankreich         | 176,92          | 4            | 70,34        | 9          | 4   | 106,58 | 9          |
| 5    | Misato Komatsubara / Tim Koleto       | Japan              | 167,24          | 5            | 66,42        | 8          | 5   | 100,82 | 8          |
| 6    | Carolane Soucisse / Shane Firus       | Kanada             | 162,92          | 6            | 65,06        | 7          | 6   | 97,86  | 7          |